# Lunca (Puiești), Buzău
Lunca (în trecut, Hoinari) este un sat în comuna Puiești din județul Buzău, Muntenia, România. Se află în nord-estul județului, lângă Râmnicu Sărat.
Satul a fost denumit în trecut Hoinari, deoarece locuitorii săi nu erau stabili, mutând adesea satul.